# Karolinska Kammarkören
Karolinska kammarkören är en ungdomskör på Karolinska Läroverket, grundad 1996 av dirigenten och musikläraren Björn Johansson, som leder kören 2024. 
Kören grundades ursprungligen som Risbergska Vokalensemble på Risbergska gymnasiet, men bytte skola och namn när skolan lades ner. 
Körens medlemmar värvas från alla skolans program, och medverkar på såväl skolans musiklinjes konserter som på egna konserter och har bl.a tävlat i Bad Ischl 2016 och Grand Prix of Nations 2019.